# فرودگاه نیروی هوایی سلطنتی فیندو گسک
فرودگاه نیروی هوایی سلطنتی فیندو گسک (به انگلیسی: RAF Findo Gask) یک فرودگاه نظامی است . این فرودگاه در کشور اسکاتلند قرار دارد و در ارتفاع ۱۱۰ متری از سطح دریا واقع شده است.